# 茫崖镇
茫崖镇（中原官话：Mang ngai，源自蒙古语“Mangnai”译音）是中华人民共和国青海省海西蒙古族藏族自治州茫崖市下辖的一个镇。
“老茫崖”位于依吞布拉克以南，“新茫崖”位于铁木里克西北。

## 行政区划
茫崖镇下辖以下村级行政区划单位：
昆仑路西社区和昆仑路东社区。